# Umělecké plavání na mistrovství Evropy v plaveckých sportech 2002
Závody v uměleckém (synchronizovaném) plavání na mistrovství Evropy v plaveckých sportech za rok 2002 proběhly v Berlíně, Německo ve dnech 25. července až 4. srpna 2002.

## Česká stopa
V disciplíně sólo startovalo 19 závodnic – Jana Rybářová (*1978) z TJ Tesla Brno obsadila 10. místo.
V disciplíně dvojic startovalo 20 dvojic – Soňa Bernardová (*1976) z TJ Tesla Brno a Ivana Bursová (*1977) z TJ Tesla Brno obsadily 9. místo.
V disciplíně týmů startovalo 14 týmů – Soňa Bernardová (*1976) z TJ Tesla Brno, Ivana Bursová (*1977) z TJ Tesla Brno, Kateřina Černíková (*1981) z TJ Tesla Brno, Eliška Chlupová (*1982) z TJ Tesla Brno, Zdeňka Krčálová (*1984) z TJ Tesla Brno, Adriana Kroupová (*1981) z TJ Tesla Brno, Pavlína Máčalová (*1984) z TJ Tesla Brno, Jana Rybářová (*1978) z TJ Tesla Brno a Petra Vejrostová (*1983) z TJ Tesla Brno obsadily 9. místo.

## Výsledky

### Individuální disciplíny
| Ženy | Zlato                    | Zlato  | Stříbro                     | Stříbro | Bronz                  | Bronz  |
| ---- | ------------------------ | ------ | --------------------------- | ------- | ---------------------- | ------ |
| Sólo | Virginie Dedieuová (FRA) | 99,100 | Anastasija Davydovová (RUS) | 97,900  | Gemma Mengualová (ESP) | 97,100 |

### Týmové disciplíny
| Ženy    | Zlato | Zlato  | Stříbro | Stříbro | Bronz | Bronz  |
| ------- | --- | ------ | --- | ------- | --- | ------ |
| Dvojice | Rusko (RUS) (Anastasija Davydovová, Anastasija Jermakovová) | 99,300 | Španělsko (ESP) (Gemma Mengualová, Paola Tiradosová) | 97,900  | Francie (FRA) (Virginie Dedieuová, Myriam Glezová) | 96,600 |
| Tým     | Rusko (RUS) (Julija Šestakovičová, Marija Gromovová, Irina Tolkačovová, Elvira Chasjanovová, Jelena Ovčinnikovová, Anna Šorinová, *Anastasija Davydovová, *Anastasija Jermakovová, *Jelena Žuravljovová, *Alexandra Šumkovová) | 99,000 | Španělsko (ESP) (Raquel Corralová, Andrea Fuentesová, Gemma Mengualová, Ana Monterová, Paola Tiradosová, Irina Rodríguezová, Alicia Sanzová, *Tina Fuentesová, *Ione Serranová) | 98,100  | Itálie (ITA) (Laura Zanazzaová, Eva Balzarottiová, Monica Cirulliová, Joey Paccagnellaová, Elisa Plaisantová, Beatrice Spazianiová, Lorena Zaffalonová, *Cristina Zarfatiová, *Costanza Fiorentiniová) | 96,400 |

## Medailová bilance
V uměleckém plavání se rozdělily celkem 3 sady medailí.
| Pořadí | Stát            |       | Muži    | Muži  | Muži  |         | Ženy  | Ženy  | Ženy    |       | Muži + Ženy | Muži + Ženy | Muži + Ženy | Celkem |
| Pořadí | Stát            | Zlato | Stříbro | Bronz | Zlato | Stříbro | Bronz | Zlato | Stříbro | Bronz |             |             |             | Celkem |
| ------ | --------------- | ----- | ------- | ----- | ----- | ------- | ----- | ----- | ------- | ----- | ----------- | ----------- | ----------- | ------ |
| 1.     | Rusko (RUS)     |       | 0       | 0     | 0     |         | 2     | 1     | 0       |       | 2           | 1           | 0           | 3      |
| 2.     | Francie (FRA)   |       | 0       | 0     | 0     |         | 1     | 0     | 1       |       | 1           | 0           | 1           | 2      |
| 3.     | Španělsko (ESP) |       | 0       | 0     | 0     |         | 0     | 2     | 1       |       | 0           | 2           | 1           | 3      |
| 4.     | Itálie (ITA)    |       | 0       | 0     | 0     |         | 0     | 0     | 1       |       | 0           | 0           | 1           | 1      |
| Celkem | Celkem          |       | 0       | 0     | 0     |         | 3     | 3     | 3       |       | 3           | 3           | 3           | 9      |